# 鄭成功攻臺之役
鄭成功攻臺之役（另稱鄭成功征服臺灣、鄭荷之戰、熱蘭遮城包圍戰）是明鄭政權於1661年3月30日至1662年2月1日期間征服荷屬福爾摩沙的戰役，主要戰場位於臺灣西南沿海的赤嵌、臺江內海、大員等地；該役延平王鄭成功親率由泉漳兩府官兵組成的明鄭水師25,000人自同安縣之金門航渡台灣海峽，4月30日清晨由鹿耳門水道進入臺江內海，先登陸攻佔普羅民遮城，然後在多月圍困熱蘭遮城下，終於迫使荷蘭東印度公司守軍於次年1月底實質投降、並退出臺灣。
鄭荷雙方在1662年2月1日簽訂正式合約。荷蘭人寫了條約18條，鄭成功以漢文寫了16條，雙方互換條約。這場戰爭結束了荷蘭東印度公司對臺灣的統治，開啟了臺灣明鄭時期。

## 戰前形勢

### 鄭軍
1659年（南明永曆十三年，清順治十六年）鄭成功率領十萬大軍攻打南京，慘敗而回，並失去潘庚鍾和甘輝等得力將領。此戰使鄭軍元氣大傷，鄭成功感於滿清政權對明朝故土的統治已逐漸穩固，而鄭軍困守思明（廈門）孤島糧草匱乏，難以提供數萬大軍給養，開始思考取得另外的根據地以為整補。
1660年3月（永曆十四年，清順治十七年）春，前荷蘭通事何斌（福建泉州南安人），在台灣因侵吞荷蘭人庫銀數十萬，積欠荷人、漢人高額債務而逃到思明，向鄭成功鼓吹攻取台灣:64：「台灣沃野數千里，實霸王之區。若得此地，可以雄其國；使人耕種，可以足其食。上至雞籠、淡水，硝磺有焉。且橫絕大海，肆通外國，置船興販，桅舵銅鐵不憂乏用。移諸鎮兵士眷口其間，十年生聚、十年教養，而國可富、兵可強，進攻退守，真足與中國抗衡也。」同時獻上台灣地圖，講解原住民形勢及水路變化。何斌又稱，東北季風停歇前，當季最後前往巴達維亞的船班將輪調人力運離台灣後，是荷軍在台兵力最薄弱的時候，不足千人，攻之垂手可得，東北季風停歇後將無法派船前往巴達維亞求援，勢必孤立無援。何斌強調，台灣的糧食與軍用物資充足，貿易位置理想，又有海峽天險，每一項都是鄭軍迫切的需求，使鄭成功非常心動。但當時鄭軍正準備抵禦清將達素的進攻，因此攻台之議被暫時擱置。同年6月（五月），達素領兵數萬進攻廈門；鄭成功引誘對方在海上決戰，並加以擊退，重振軍威。
1661年2月（永曆十五年正月，清順治十八年），鄭成功傳令大修船隻，聽令出征，並召集將領討論攻台事宜。然而中國傳統以海為界，海外被視為化外之地:122-123，將領們不認同此計畫，卻不敢直言反對。只有到過台灣的將領吳豪發言道：「風水不可，水土多病」，又說「港淺大船難進」:36。前提督黃廷也附和吳豪的看法，但二人的意見被鄭成功駁斥。大將馬信試圖打圓場，提議先派一支部隊前往探望，如果可取則大軍立即跟進，若荷蘭人防禦堅固則再討論。陳永華也同意馬信的意見。此時協理五軍戎政（軍事行政官）楊朝棟揣摩鄭成功的想法，發言表示支持攻台；鄭成功聞言大喜，決議出兵。

### 荷軍

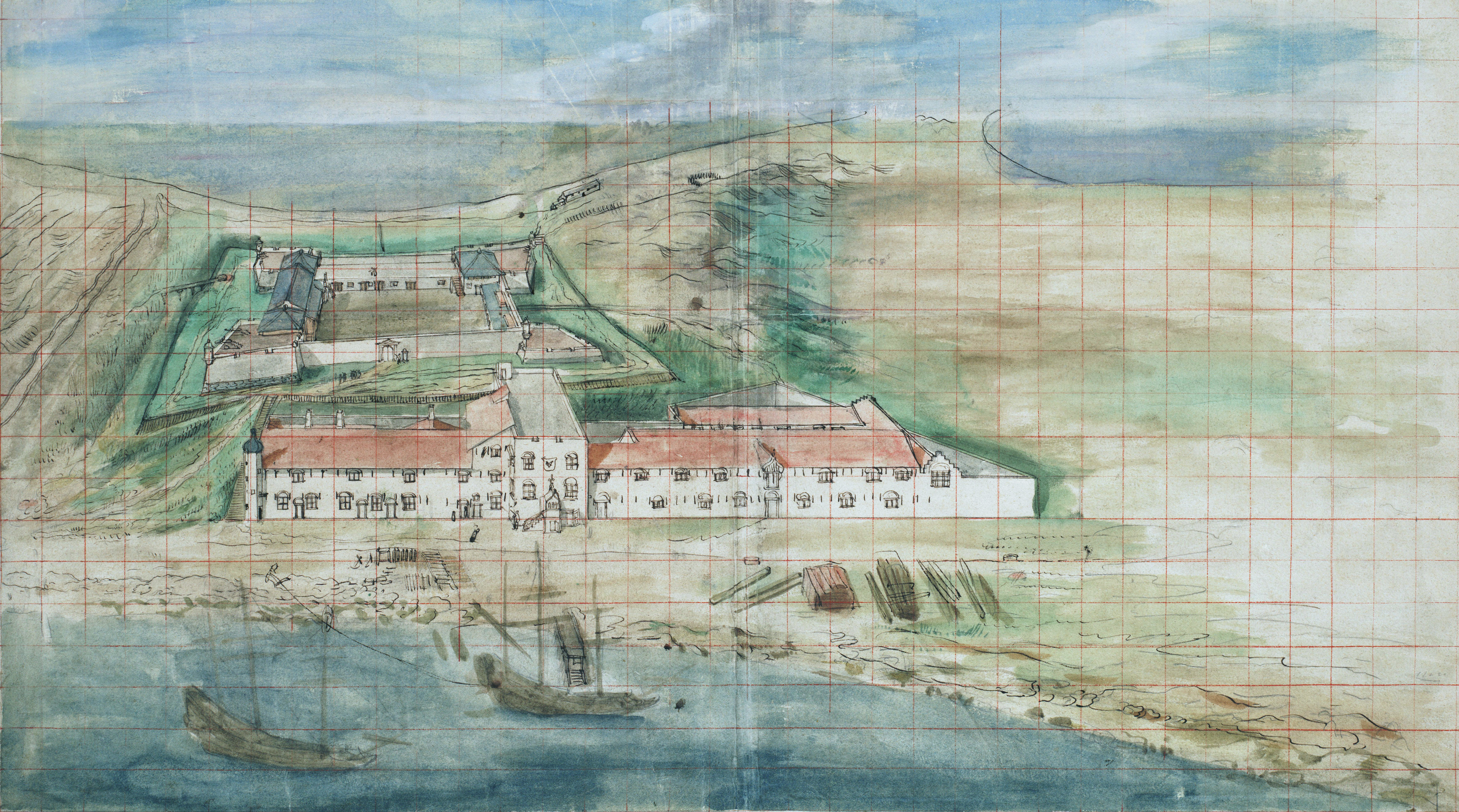
熱蘭遮城與長官官邸鳥瞰圖。約翰·芬伯翁，約1635年所繪。根據此圖，當時尚未有四角附城

當時荷蘭東印度公司的台灣長官為揆一（Frederik Coyett），駐守熱蘭遮城（Fort Zeelandia，今台南市安平古堡）；另有地方官貓難實叮（Jacobus Valentyn）駐守普羅民遮城（Provintia，遺址位在今台南市赤崁樓）。
自1650年前後，隨著中國情勢動盪，荷蘭東印度公司開始擔憂鄭成功來襲。對此，十七人董事會決議，台灣的守軍不得少於1200人，但未如實執行:41。1660年，當鄭成功攻打南京失利，大員地區便盛傳國姓爺即將來襲。1月時，大員商館發現華商陸續將財產搬回家鄉，並減少從中國進口貨物，向漢人社區打聽消息後，判斷國姓爺將在3月底出兵:44-46。
揆一開始加強戒備，不准華人在普羅民遮城販賣糧食，所有華人頭家仕紳軟禁在熱蘭遮城中以免通敵。田間未及收割的稻穀一律焚燬，共焚燬8000袋之多，並造成華人傷亡:67-70。揆一同時向巴達維亞請求援軍，並在熱蘭遮城面向海處新建一座稜堡，本來還打算在打狗新增一座堡壘，但被巴達維亞當局以花費過多而回絕:64-65。
7月16日，巴達維亞總督派遣范德蘭率600人前往台灣，並指示范德蘭，若國姓爺未如預期來襲，改而攻打澳門以彌補軍費開支。范德蘭艦隊途經澳門補水，引起葡萄牙人疑心，拖延至9月抵台。來自公司駐日本、暹羅等地商館與各項情報皆顯示鄭成功原本計畫於陰曆八月（陽曆9月下旬）攻台，並已封鎖對台航路、派出先鋒船隊，突得知范德蘭艦隊抵台而臨陣取消。:68-72然而范德蘭認為鄭成功來襲一事純屬謠言，抵台後堅持攻打澳門，多次與當地官員爆發爭執。為此，大員議會派遣使者前往廈門，一探鄭成功的意圖，再作判斷:72-79。鄭成功對使者否認意圖攻台，但揆一等人並不相信，仍決議暫緩進攻澳門，引起范德蘭不滿。次年1661年2月，當季東北季風將要停歇前，范德蘭便將船隻與駐台軍官幾乎全部帶走隨行出航，返回巴達維亞，當地只留下兩艘船艦、一艘快艇聯絡船、一艘平底船、兩名隊長與沒有其他軍官帶領的荷軍共1500人防守台灣:281-282。

## 攻克普羅民遮城

### 鄭軍渡海
1661年2月等待荷蘭范德蘭增援部隊離開台灣後，何斌飛速往厦門送信通報。:62
3月（永曆十五年三月），鄭成功調度部署，自領右武衛周全斌、左虎衛何義、右虎衛陳蟒、提督驍騎鎮馬信等為出征隊。同時以戶官鄭泰守金門，以兵官洪旭、前提督黃廷留守廈門。許多官兵不願出海，開始出現許多逃兵:185:36-37。

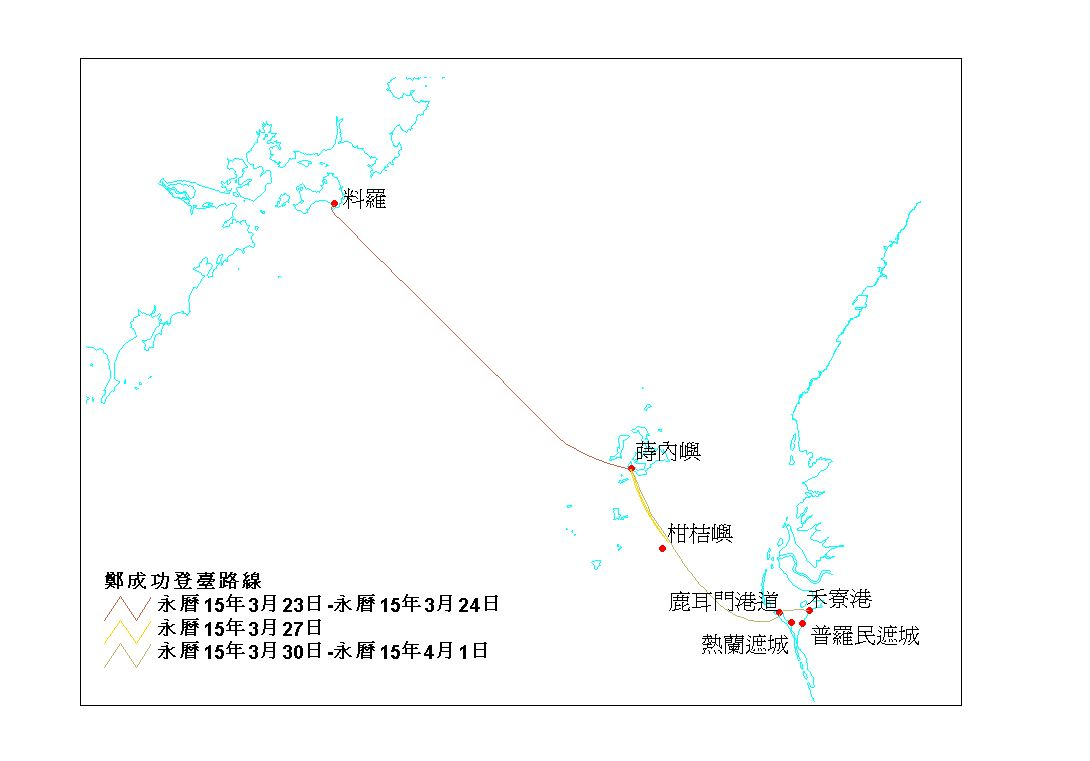
鄭軍橫渡台灣海峽的路線

待東北季風停歇，料定在台荷軍無法前往巴達維亞求援之後，在大潮之前一周，4月22日（三月二十三日）中午，鄭成功率將士25,000（一說11,700）、戰船數百艘（一說300艘），在金門料羅灣集結，次日抵澎湖蒔內嶼，等待順風出發。3天後鄭軍跨越黑水溝，到了柑桔嶼（今東吉嶼與西吉嶼）遇逆風折回:129-130。因何斌曾表示只需過幾天就到台灣，鄭軍未攜帶足夠糧食，搜索澎湖諸島後只得百餘石，不足大軍一餐之用。鄭成功擔心錯過漲潮時機:143，將會受困於此，在4月29日（三月卅日）晚上，冒著風雨大浪下令出航，眾將懇求等待風浪漸緩，鄭成功執意啟航，初時風雨稍間但海浪仍大極為驚險，至半夜雲收雨散、浪漸平歇、天氣明朗、順風航行。:186

### 鄭軍登陸
4月30日（四月初一）黎明，鄭軍在大霧中抵達鹿耳門，停泊在鹿耳門休息。行政官貓難實叮發現鄭軍來襲，鄭成功座船懸掛白旗，貓難實叮返回普羅民遮城（今赤崁樓）籌備防務。揆一立即傳令備戰，要求荷蘭人回到熱蘭遮城內，7時（相當於台灣時間8時）議會召開緊急會議，並要僅存兩名隊長之一的貝德爾隊長（Thomas Pedel）在大員街設置四門大砲:104。霧散了之後，荷軍看見海上鄭軍船艦的桅杆，有如森林。

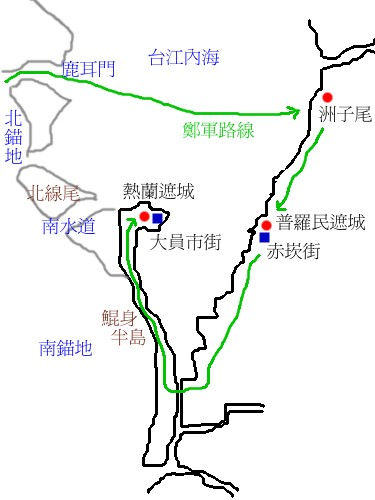
鄭成功攻台之役地圖

當時台灣南部的海岸線在今天台南市區的赤崁樓一帶，東印度公司在岸邊築有普羅民遮城。近海處有連串沙洲，圍成一片名叫台江的潟湖內海。沙洲間有若干水道，多淤淺難通大船，只有鯤身半島旁的港道（南水道）為主要進出通路，而東印度公司在鯤身半島尾端築有熱蘭遮城守衛。台江偏北處，北線尾沙洲和北方沙灘間，有一條淤淺的鹿耳門港道，底下是堅硬的鐵板沙，船隻觸之即沉，因此荷軍並未派兵把守。
鄭軍在鹿耳門休息至中午（巴城時間上午10時左右，相當於台灣時間11時），正值大潮，船艦由何斌領航絡繹通過鹿耳門水道進入台江，分兵據守鹿耳門、登北汕尾紮營、破壞南水道。在荷軍的注視下，鄭軍毫無遭遇抵抗魚貫進入，前鋒第一批船隻在赤崁西北部約1.5公里的柴頭港、禾寮港（又叫油村，約在今台南洲子尾:22）等地登陸。鄭軍由馬信率領，往赤崁進軍，試圖切斷普羅民遮城與熱蘭遮城間的水陸交通。貓難實叮下令婦孺前往大員，但鄭軍已近無法去到船邊，下午一點半（台灣時間兩點半）鄭軍已穿越海牙人森林抵達北側城外庭園紮營，隨後往赤崁市街挺進。揆一在上午發現鄭軍後，即寫信指示貓難實叮派兵阻止鄭軍從赤崁登岸，然而普羅民遮城內只有400名士兵，無法出兵阻止，貓難實叮回信要求熱蘭遮城增派援軍來赤崁，議會決議派遣僅存兩名隊長的另一位阿爾多普隊長（Joan van Aeldorp）率200人增援。援軍在下午4時左右（台灣時間下午5時）才出發，但當時退潮領航船吃水過深無法靠岸、在超過千人的鄭軍攻擊下只有5-60人涉越深達頸部的海水，在普羅民遮城守軍槍炮半小時持續射擊的掩護下，下午5點（台灣時間6點）進入普羅民遮城，其餘返回熱蘭遮城:23。
到了晚上，貓難實叮為避免鄭軍奪取赤崁街的糧米，派兵放火燒毀當地的房子，只燒到約四分之一時:23，何斌建言鄭氏派軍搶奪，放火的荷軍隨即被趕來的鄭軍擊退。事後鄭軍從赤崁街米倉搶得約半個月的糧食:186-187，暫時化解缺糧危機。

### 荷軍海陸反攻北線尾，鄭軍大勝

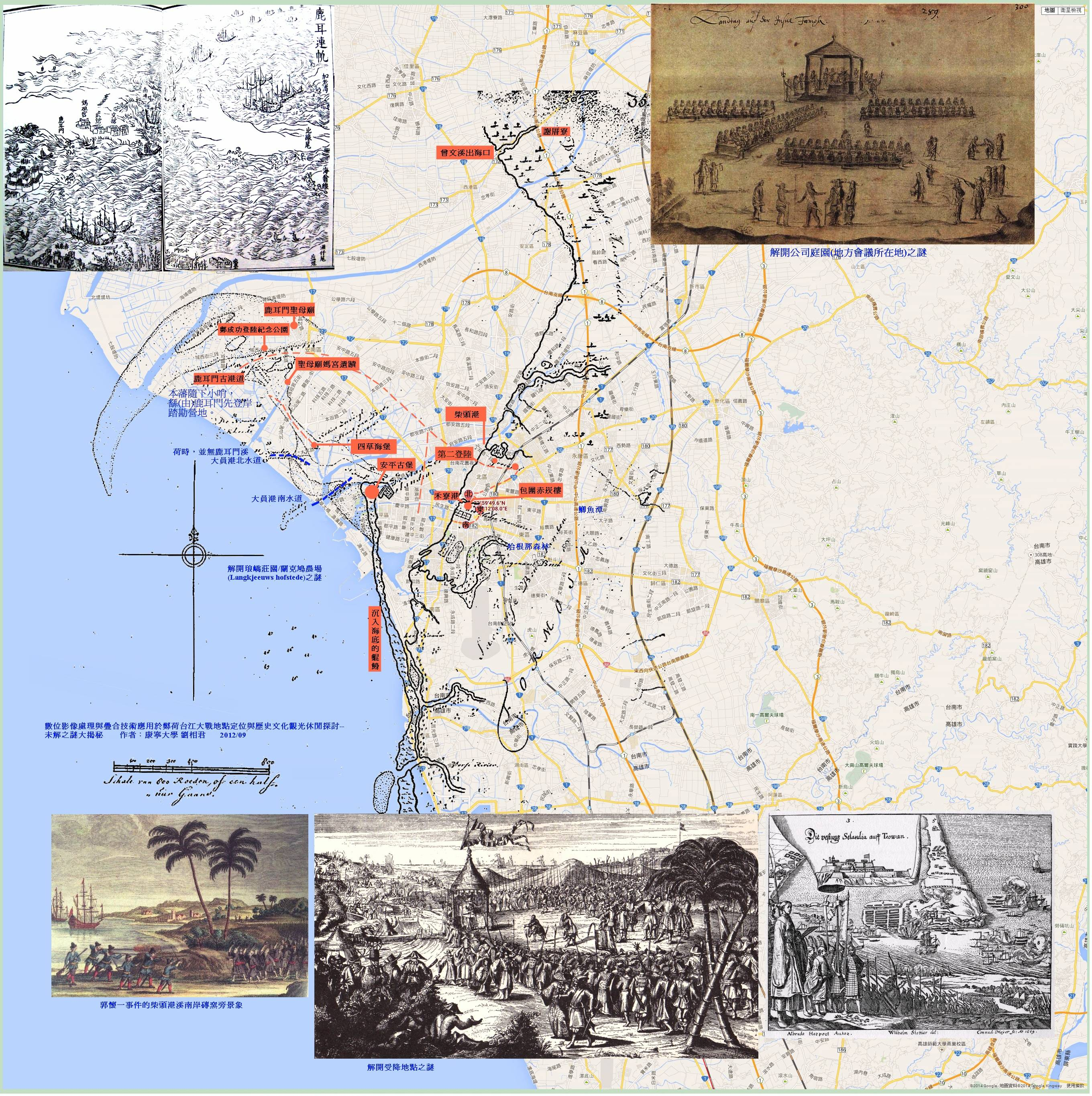
1652 Plockhoy「大員及其附近地區海圖」與2012google疊合地圖

5月1日（四月初二），只剩下兩艘船艦、一艘快艇通訊船、一艘平底船、兩名隊長的荷軍從陸上和海上主動出擊。陸上由貝德爾隊長率領240名士兵進攻北線尾，他認為華人都是膽小鬼，受不了火藥氣味和槍砲的聲音，只要幾名士兵被射死就會逃亡:117-120。鄭軍由宣毅前鎮陳澤率領4000名士兵應戰，在正面安置50把火繩槍迎擊，並以700人自水路迂迴包抄，成功埋伏在荷軍背後。雖然揆一發現這支分遣隊，並發出撤退訊號，輕敵的貝德爾卻無視警訊，執意與鄭軍交戰，隨即遭到前後包圍而潰敗:156-157，包括貝德爾在內共118人陣亡:281。
海戰方面，兩艘船艦主力艦赫克托號（Hector）與斯·格拉弗蘭號（'s-Gravenlande），先掩護貝德爾登陸北線尾，便向在北錨地的鄭軍開火，擊沉多艘鄭船。鄭軍由陳澤、侍衛鎮陳廣和左虎協陳沖率60艘船迎戰:188，並勾住荷船的纜索，試圖登船攻擊，卻遭荷軍火炮擊退。此時赫克托號因船員操作不慎，大炮火花誤點燃火藥庫，造成猛烈爆炸而使自身與數艘包圍的鄭船一起沉沒:159-161。赫克托號爆炸後，餘下三船駛離海岸，引誘數十艘鄭軍帆船追擊包圍荷艦，荷艦駛入深海後反擊，鄭船損傷慘重，不敢靠的太近，由包圍改為在後追擊斯·格拉弗蘭號，以五、六雙帆船直線首尾串連，展開接舷戰，多次登艦攻勢均遭荷軍反擊擊退，隨後鄭軍以鐵鍊將火船扣在船頭斜桅上，成功點燃船隻。斯‧格拉弗蘭號趕緊撲滅火勢，和較小的平底船白鷺號（De Vink）一起衝出戰場，前往南錨地停泊。此役鄭軍超過千人陣亡:115-117。通報艇瑪利亞號（Maria）因無配置士兵，在近接戰前便已脫離戰場，設法逆風前往巴達維亞求援。至此鄭軍在陸上及海上都獲得大勝。

### 第一次議和，普羅民遮城投降

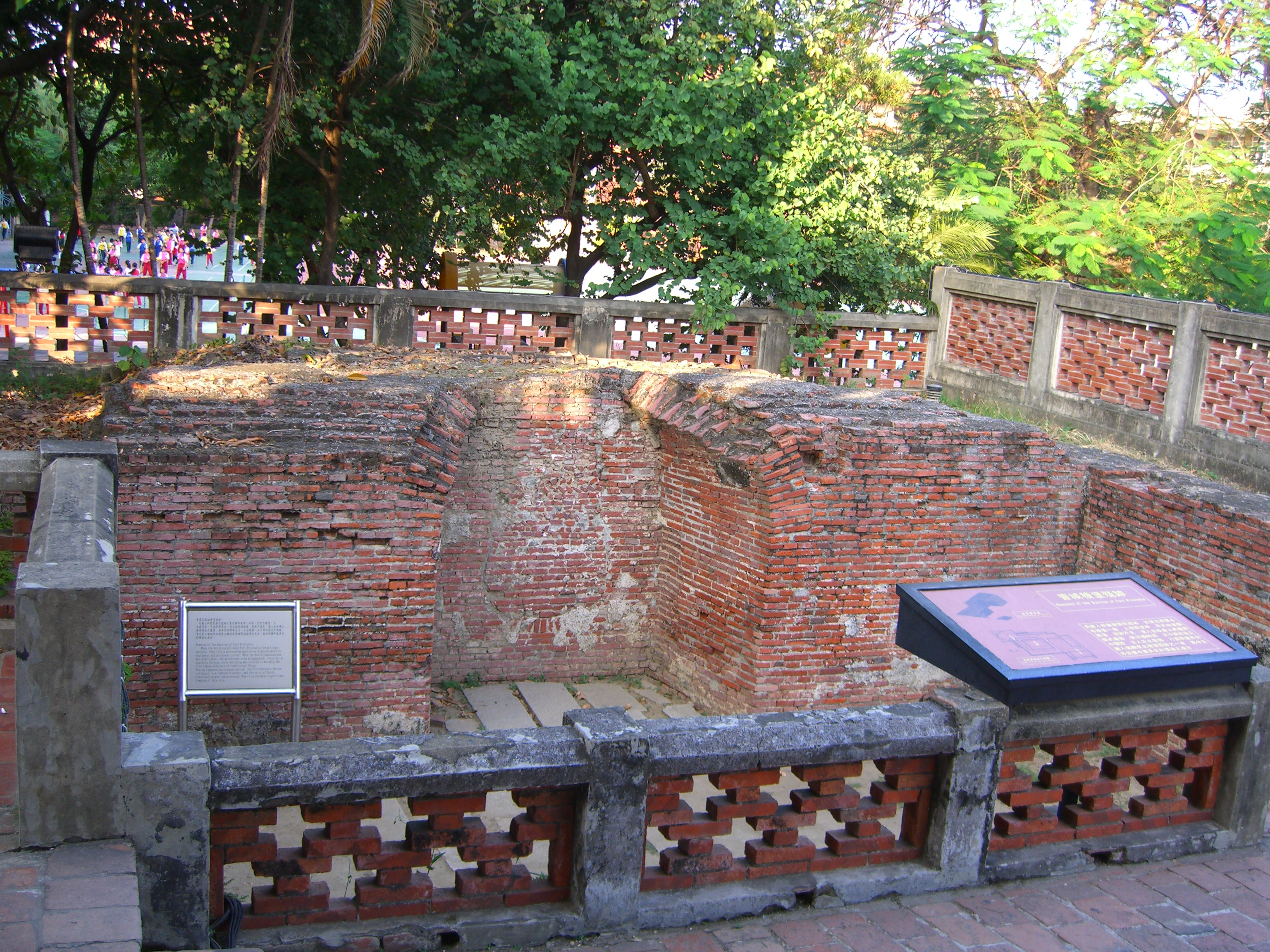
赤崁樓旁的普羅民遮城稜堡殘蹟

5月2日（四月初三），大員評議會要求與鄭軍和談，鄭成功同意。次日大員評議會議員湯馬斯‧范‧伊伯倫（Thomas van Iperen）和檢察官李奧納多‧范‧李奧納杜斯（Leonard van Leonardus）前往赤崁與鄭成功談判，鄭成功宣稱台灣隸屬漳州，是鄭芝龍固有之地，只是暫借給荷蘭人。東印度公司代表則說，公司與明國訂有條約，鄭芝龍亦曾以游擊身分與台灣長官簽有條約承認荷蘭領有福爾摩沙，希望鄭成功顧念雙方多年合作的情誼，彼此退讓。但鄭成功不再提鄭芝龍的舊情，反而強硬表示荷蘭人必須交出城堡和領地，否則只有重新開戰。荷蘭代表見無商量餘地，隨即返回:130。
同時鄭成功派遣楊朝棟前往普羅民遮城，勸貓難實叮投降。這時鄭軍以10,000名士兵包圍普羅民遮城，並切斷水源，城內只有薄弱兵力和五、六天分糧食。李奧納杜斯在赤崁和談之後，獲准進入普羅民遮城，當他瞭解城內狀況後，勉強同意貓難實叮放棄該城，並返回熱蘭遮城代為向大員評議會報告:287。
5月4日（四月初五），貓難實叮向鄭成功表示願意有尊嚴地投降。二日後，140名荷蘭士兵將步槍裝彈上膛、點燃引線，揚旗擊鼓出城，加上婦女、兒童與奴隸，共270人撤出普羅民遮城，隨後被鄭軍安置在赤崁街。鄭軍接收城堡，完全控制赤崁地區:130。

## 熱蘭遮城包圍戰

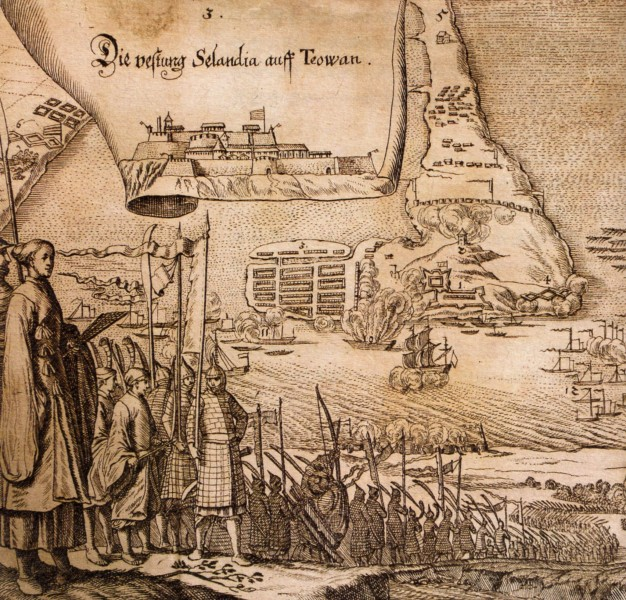
1669年出版的赫伯特《東印度旅行短記》書中插圖，描繪鄭荷九個月戰事中的每一次戰役。視點由北往南，圖片中央為鯤身半島上的熱蘭遮城和大員市街，圖左海岸邊為普羅民遮城和赤崁街

### 鄭軍攻佔大員街
拿下普羅民遮城後，鄭成功立即進軍大員市街，從鯤身半島、海面以及北線尾三方逼進。大員評議會決議放棄大員市街，將兵力、居民和物資撤入熱蘭遮城中，來不及撤走的便放火焚燬:141-142。這時城中共有1733人，其中有905名士兵，餘為婦孺和奴隸:220。
5月5日，鄭軍攻入大員市街，並與阿爾多普所率的火槍兵交戰，以優勢兵力逼退荷軍，成功佔領大員街:143。此後雙方有幾次小規模的戰鬥，但局勢並無改變。

### 荷軍擊退圍城鄭軍
5月24日，鄭成功派遣荷蘭牧師安托紐思·亨布魯克為使者進入熱蘭遮城勸降，結果亨布魯克反而勸守軍堅持到底，等待巴達維亞方面的援軍。大員評議會於是措辭強硬地回信給鄭成功表示求戰。由於亨布魯克的妻子和女兒仍在鄭軍中當作人質，因此他不顧城中兩個女兒和其他荷蘭人的挽留，回到鄭軍營中赴死。:157鄭成功此時並未將之處死。
5月25日，鄭成功以28門大砲:143，攻擊熱蘭遮城，甚至擊中揆一休息的官邸，然而擊中城牆的炮彈，卻未造成結構太大傷害:199-200。城牆上的荷軍炮長隨即展開反擊，與堡壘凸出的稜堡形成交叉火網:203，擊毀鄭軍架砲土台，並炸死眾多攻城部隊，迫使鄭軍拋棄大炮並退守到大員街。荷軍趁勢出擊，並逐一用鐵釘封死鄭軍大炮:199-200，與馬信和劉國軒所率弓箭手交戰:37，並以優勢火力將其擊退。
根據荷蘭方面資料，鄭軍在此役損失上千人、受傷七八百人:162。鄭成功見熱蘭遮城易守難攻，決定改變戰略，以馬信駐守大員市街，長期圍困熱蘭遮城，同時將多數部隊派往各地囤墾以解決糧食不足的問題:37。
其後兩軍一度爆發海戰，鄭軍攻擊並焚燬自基隆來援的荷蘭船隻埃曼霍恩號（Emmenhorn）。參戰的斯·格拉弗蘭號和白鷺號因受損嚴重、耗盡彈藥，在此役後航向日本。

## 明鄭囤墾

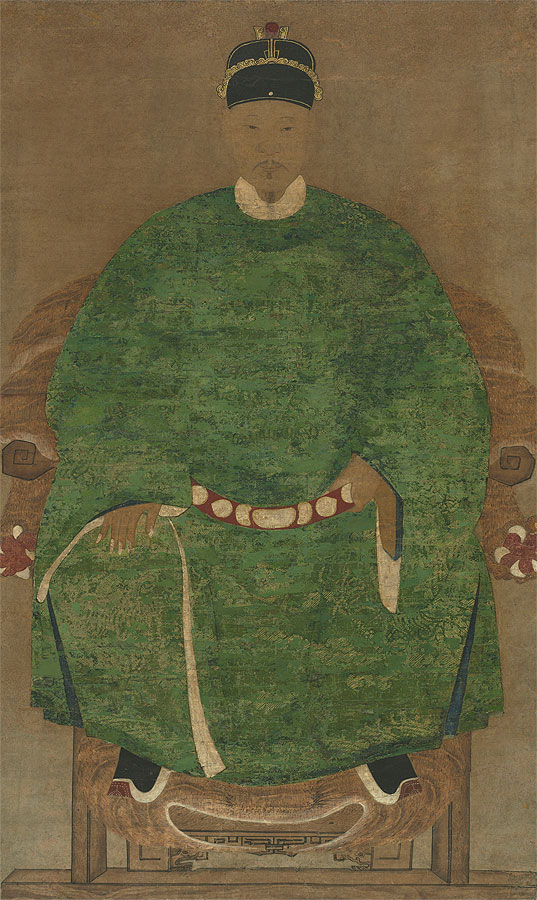
鄭成功畫像。17世紀捲軸。據傳這是鄭成功到台灣之後所繪

鄭成功決定攻台最主要的原因之一是大軍乏糧。在澎湖停泊時，因為糧食即將用磬，鄭成功不得不在逆風和陰雨的天氣中下令出航渡過台灣海峽最危險的黑水溝一段。到了台灣之後，糧食的接濟一直是鄭軍首要工作，登陸第二天，鄭成功便命楊英將接管的糧食分派給各鎮，但只夠半個月之用。
為此在進攻熱蘭遮城前，鄭成功下令清查各地糧食，僅搜得粟6000石、糖3000餘石，大約只能支應2個月:213-214，不足以持久作戰。為徹底解決缺糧問題，鄭成功加緊推動農業殖民地的計劃，並著手建立政府組織。5月25日圍攻熱蘭遮城大敗傷亡慘重，震怒的鄭成功5月29日（五月初二）斬殺當初極力反對來台的吳豪，改大員海灣東方對岸的本島赤崁地方為「東都明京」（之後鄭經再改名為東寧），設一府二縣（承天府，天興縣、萬年縣），並以其故鄉的地名安平「改台灣為安平鎮」。:189
六月，鄭軍陸續赴四處囤墾，鄭成功允許部下自行選地開墾。這些土地也作為將領的領土，也被要求在領土內興建城鎮，並盡可能靠海:214-215。同時鄭成功也訂定了一些土地的管理措施，例如開墾前必須先行稟報畝數，有先墾而後報，及少報而墾多者，土地將沒收且須受懲處:190。其中左虎衛何義被派往虎尾壟社（今雲林縣褒忠鄉）、左先鋒鎮駐紮新港仔、竹塹（今新竹縣竹北市），以援剿後鎮、後衝鎮、智武鎮、英兵鎮、虎衛右鎮相繼前往囤墾，中衝、義武、左衝、前衝、遊兵等鎮則往大員以南的鳳山、觀音山囤墾:190。
為了確實測量土地範圍，鄭成功命荷軍被俘的土地測量師為鄭軍工作，其中一位菲力普‧梅，便紀錄當時鄭軍開墾的情況：「每個將官手下有1000-1200人，在山腳和每個能開墾成水田的土地上，每100-200人為一群，很認真地耕種土地。無論年紀多小，全無例外都須種植很多蕃薯，多到足夠維持三個月的生活:51」。
雖然鄭軍實行了開墾計畫，畢竟農作物短時間內無法收成，鄭軍並未化解缺糧危機。到了農曆七月，運糧船受到強風阻擾:218，無法如期抵達，每斗米價漲至四、五錢不等:191。鄭成功只得打破不得擾民的規定，向民間徵收糧食，只允許人民保有十分之一的存糧:219-220，其餘需供鄭軍食用。
到了農曆八月，缺糧更是嚴重，官兵每天只吃兩餐，甚至食木子充飢，即便前往各地買米，也只得支應10日:189-191。不少士兵便因缺乏營養而生病，甚至1天內死了70-80人，駐紮在大員街的部隊，健康的人只有十分之三、四:264。飢荒也造成士兵逃亡，有些人乾脆逃往荷軍陣營。直到終於有20艘運糧船抵達台灣:275-276，才勉強度過缺糧危機。

## 荷蘭援軍
1661年3月22日，當初奉命支援福爾摩沙，卻憤而離開大員的范德蘭返抵巴達維亞。他向總督和東印度評議會控告揆一的無能和膽怯:153-154。6月7日，東印度評議會下令將揆一與台灣評議會議員不名譽撤職，並任命克連克（Herman Klenck van Odessen）為新任大員長官:218,222。
6月22日，克連克率荷蘭地亞號（Hoogelande）和羅南號（Loenen）前往台灣。兩天後，6月24日，在5月大員海戰中成功脫離戰場的快艇通訊船瑪利亞號，歷經50多天的艱苦逆風航行，抵達巴達維亞，報告鄭成功攻打大員、公司慘敗的消息。巴達維亞聞訊大為震驚，立刻派船追趕克連克以收回成命，然突遇逆風而無法追上:161-164。
6月25日，巴達維亞總督決定派出艦隊援救大員，原定以范德蘭為指揮官，但他堅辭不受，於是改以卡烏（Jacob Cauw）為艦隊司令，率領海豚號、納爾登號（Naerden）、梅頓号（Muijden）、須德海號（Zuyd-zee）、哈賽爾特號（Hasselt）、安克文號（Anckeveen）、科克爾克號（Koukerke）、厄克號（Urk）和泰伯德號（Terboede）等九艘船艦，以及725名士官兵、8個月糧食，前往福爾摩沙。隨後又先後派唐堡號和科登霍夫號（Cortenhoef）增援:195。
7月30日，克連克座船抵達大員港外，派員與揆一接觸獲悉戰況後，不敢登陸履新，在次日藉口遭風前往日本:161-164。
8月12日，卡烏率領的艦隊抵達大員港外，卸下一批糧食彈藥，並派50名士兵入城增援，守軍士氣大振。當時鄭氏派兵南北屯墾，只留兩千人守大員、兩三百人守赤崁，在赤崁的荷蘭戰俘趁隙於8月15日派人游泳到大員傳遞守赤崁鄭軍兵力單薄的情報給揆一伺機反攻。不過隨後海上突起狂風大浪，無法靠岸卸貨，揆一於是派人出港傳令卡烏暫率艦隊前往澎湖避風、取水，此時厄克號在蕭壠溪（今曾文溪）口擱淺，船上42人被鄭軍俘虜。其餘援軍9月9日才又返回大員，順利卸下15,000磅火藥和數門大砲:289:200。因惡劣天氣荷蘭援軍無法行動，使鄭軍獲得充裕時間備戰。

### 原住民擊殺鄭氏屯軍
鄭軍赴各地屯墾的部隊，造成各地被侵佔土地的原住民族群不滿，族人得知荷蘭援軍從巴達維亞於8月中抵達後不久，與鄭軍屯墾部隊爆發武裝衝突，往北邊在諸羅山的一千名鄭軍有八百名遭原住民殺死，在虎尾壠、二林等地的鄭軍遭原住民圍殺，更北邊的鄭軍遭大肚王國阿德克故浪率戰士衝殺，《梅氏日記》記載鄭軍在大肚王國遭斬殺1400–1500人，《熱蘭遮城日誌》1661年9月3日記載，大肚王國打敗楊祖等人，屯墾的鄭軍3000人只剩200人，楊英則描述楊祖與戰，被傷敗回，傷病而死；南邊的部隊也被瑯嶠人殺死七八百人:54,64-65頁註腳:23-24。

### 鄭氏殺降
鄭氏得知荷蘭援軍抵達後大為震驚，無法相信荷蘭人能逆風航行至巴達維亞，又聽聞愛將與3000軍士遭到荷蘭援軍抵達消息鼓舞的原住民族群擊殺死亡，極為震怒，於是將包括先前勸降熱蘭遮城失敗而回的亨布魯克牧師與大部分在赤崁投降超過500名的戰俘予以屠殺，只留下行政官貓難實叮與隨員約20人。亦將多月來戰事不利、傷亡慘重等情遷怒於何斌而將之下獄。驚懼的鄭氏拷打擱淺的厄克號俘虜，遂得知荷蘭援軍只有700人，於是大為放心。

### 台江內海海戰

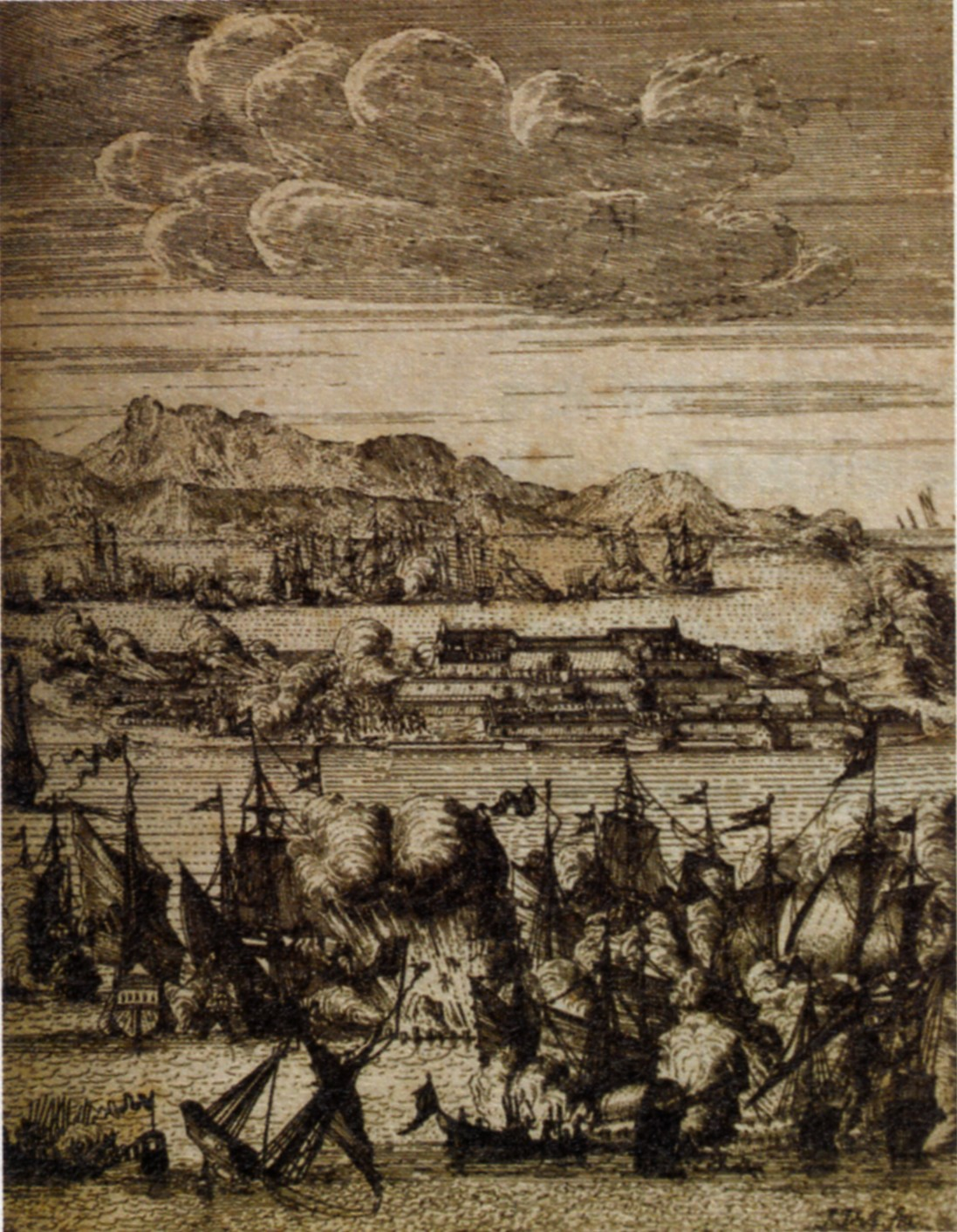
1675年出版的揆一《被遺誤的台灣: 荷鄭台江決戰始末記》書中插圖，描繪台江內海海戰

9月16日，獲得援軍的荷軍主動出擊，科克爾克號、安克文號、羅南號、泰伯德、科登霍夫號自南水道進入大員港，停泊在熱蘭遮城前方。上午10時許，艦隊駛往大員街旁，對市街開火，然而受阻於來自南方的洋流，加上海灣水深不夠，荷軍砲火無法準確命中:254。
鄭成功命黃安把守陸路，又率宣毅前鎮陳澤和戎旗左協陳繼美、戎旗右協朱堯和水師羅蘊章迎戰荷蘭船艦。荷軍用小艇進攻，卻遭引誘而遠離大型艦的炮火掩護，被鄭軍的優勢兵力將擊退:254:255-256。
另一方面，科克爾克號在戰鬥中擱淺，遭到鄭軍砲火集中攻擊，爆炸沉沒。科登霍夫號也擱淺在近處，被鄭軍火船燒毀。鄭軍後衝鎮黃昭並俘獲三艘荷軍小艇。荷軍在此役陣亡128名，負傷上百名。鄭軍則有150人陣亡:172。

### 荷清同盟未成
荷軍遭此重創，無力再對鄭軍發動攻擊，只有幾次零星的騷擾式突襲。荷軍決議派船將城內的婦女、小孩、非戰鬥人員送回巴達維亞，以期減少消耗、延長支撐時間，來援的卡烏請求擔任送回婦女的任務，台灣評議會認為這是可恥、膽小的請求，斷然回絕。11月6日，清靖南王耿繼茂致信揆一，說他知道鄭成功攻打台灣的消息，提議清荷結盟，掃除中國沿海的鄭軍:175-176。大員評議會認為這是最後的機會，便派遣3艘火力最強的戰艦，以及滿載作戰物資的2艘小船，準備與清軍共同作戰，藉此逼迫鄭軍解除包圍:180-181。卡烏表示願意承擔與清軍共同作戰的任務。
12月3日，揆一派卡烏率領須德海號、唐堡號、荷蘭地亞號、安克文號和羅南號前往福州。不料卡烏到了澎湖時藉口避風停滯不前:180-181，後來更直接率須德海號和荷蘭地亞號返回巴達維亞:312-317。
12月10日，唐堡號等三艘船返回大員，荷軍得知卡烏逃走，士氣幾乎潰散。尤其精良的軍火和糧食被卡烏載走不少，使熱蘭遮城局勢更加艱困，陸續有士兵為求活命向鄭成功投降:184。

## 烏特勒支碉堡之戰
12月16日，從荷軍脫逃的日耳曼傭兵當中的中士拉迪斯（Hans Jurgen Radis）逃往鄭軍，向鄭成功報告了熱蘭遮城內的詳細狀況。他說守軍大半生病、疲勞不堪，無法堅守太久，因此不要只顧封鎖，更要趁此機會發動攻擊。同時提起烏特勒支碉堡（今安平第一公墓）的戰略地位，一旦佔領碉堡所在的山丘，便可居高臨下攻擊熱蘭遮城的四角附城，輕易攻破荷軍防線:184-185。
鄭成功聽從拉迪斯的建言，新建了3座砲台。其中1座在烏特勒支碉堡南邊，架設10門大砲，另外2座在碉堡東邊的大員街，架設18門大砲，加上北線尾的2門大砲，合計30門大砲從三個方向瞄準碉堡:41、43。此外，拉迪斯也協助鄭軍在碉堡南邊的陣地，建造一座歐式要塞:325。
1662年1月25日鄭軍從北、東、南三面砲轟烏特勒支碉堡和熱蘭遮城，同時派出16艘戰船來到熱蘭遮城附近的碼頭，引誘荷軍分散火力，以掩護攻城部隊奪取烏特勒支碉堡:50。鄭軍在一天之內發出2,500發砲彈，有1,700發左右打向烏特勒支碉堡:222-226，而拉迪斯興建的要塞火力最強大:325。到了晚上，碉堡三面牆壁都被擊毀，荷軍只得放棄碉堡，點燃炸藥引線後撤退，讓鄭軍順勢奪下碉堡。晚間8時半火藥爆炸，碉堡崩毀，鄭成功一度想登上山丘視察，被拉迪斯勸離；而本來在碉堡的馬信，也於不久前返回大本營慶祝獲勝，皆幸運地逃過這場爆炸:222-226。
此役徹底瓦解了荷軍士氣，1月27日，大員評議會決議放棄一切抵抗，要求和談:202-203。

## 荷蘭投降

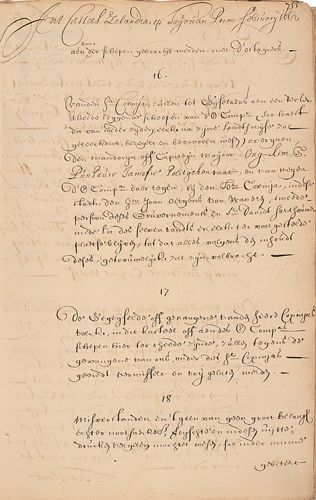
鄭成功與荷蘭人的締和條約

自從揆一有意開城後，雙方便開始協商和談內容。鄭成功表示在9個月的圍城期間，已有相當多的花費，除了要荷蘭人交出熱蘭遮城外，更要裡面所有的財物作為賠款:61、63。而揆一等人則是堅持條約必須有全副武裝撤退，以及雙方互換人質:66，也盡力爭取可帶走的個人財產:69。
最終於2月1日，雙方代表到大員街，依照本國習俗，舉行誓約、簽字、蓋章等程序，完成締約:72。條約內容大多由荷蘭人提出，鄭成功也幾乎都同意:72、80。只是當揆一要求釋放遭俘虜的奴隸時，卻被鄭成功怒斥「和約裡根本沒有提到奴隸」，迫使揆一放棄索回奴隸:339。
2月9日，分散於各地的荷蘭人陸續抵達，2000名荷蘭人登上8艘荷蘭船艦，等候出航:256。揆一在海灘上將熱蘭遮城的鎖匙交給鄭氏官員，鄭成功也進入熱蘭遮城接收堡壘以及裡面的財產。《熱蘭遮城日誌》記錄至這一天為止，大員便歸鄭氏統治:256。揆一於2月17日率領艦隊啟程，歷經1個多月抵達巴達維亞:346-347。

## 後續

### 戰俘
在此役中，鄭軍活捉了許多荷蘭戰俘，包括傳教士安托紐思·亨布魯克和其妻女。鄭成功派亨布魯克進城勸降，並威脅如果未勸降成功就將其處死。但亨布魯克勸守軍不要投降。鄭成功起初並未將之處死，但在多月戰事不利，得知料定不可能抵達的荷蘭援軍抵達後愛將與數千大軍陣亡而極為震怒，於是將之斬首，並處死大部分超過500名的赤崁戰俘。未處死的女性則被當成奴隸，賣給軍人當作妻子或妾室，包括亨布魯克的其中一位未成年女兒被鄭成功納為妾。。這些荷蘭女性未獲釋放，在二十多年後的1684年，仍有其中一些人在世的紀錄。約一百年後，Joannes Nomsz 的劇中描述此事，顯示出歐洲人對此事的焦慮。

### 明鄭
攻下台灣後，按照鄭成功的戰略，金廈兩門將改造為抗清的前線基地，而根據地則轉移至台灣。如此一來，即使鄭軍面臨須棄守金廈兩門的情勢，而仍然可繼續騷擾中國沿海:376。
然而鄭軍將士大多視前往台灣為畏途，出征前就有士兵逃亡，而來台者也因水土不服大量病死。另一方面，鄭氏將領大多都涉入海外貿易，擔心鄭成功攻台或廈門反遭清軍攻陷，將破壞既有的貿易體系，使自己的事業受損:60。因此面臨鄭成功搬遷家眷來台的命令，鄭泰、洪旭、黃廷等重要將領都抗命不往，乃至於「不發一船至台灣」:39-40。
隨後又爆發鄭經私通弟弟乳母的事件，鄭成功憤怒下令處死鄭經，而鄭泰等人則是再次抗命，甚至殺死鄭成功派來的使者:39-40，令對立的局面更為嚴重。先前1646年清軍攻入福建後，年底鄭成功之父鄭芝龍降清，清廷多次招降鄭成功不成，於是1661年底將鄭芝龍並其諸子等11人誅族，斬首於北京:辛丑十月:241659年清軍攻陷昆明，朱由榔流亡緬甸，1661年緬甸國王莽白將其送交昆明的吳三桂。1662年6月1日，朱由榔父子在昆明遭吳三桂處死。鄭成功得知這些噩耗越加暴怒，隨意處死部下，直到6月23日鄭成功病死。:壬寅五月朔日隨後鄭經於嗣位之爭中勝出，情勢才勉強安定下來:202-205。

### 荷蘭
根據戰後雙方簽訂的和約，荷蘭人交出熱蘭遮城裡共471,500荷蘭盾的商品與財產給鄭成功:204，加上堡壘的槍砲彈藥，損失更是達120萬荷蘭盾:374-375。失去大員後，透過台灣連結中國與日本的貿易計劃也無法實現:207，而且此事也重挫荷蘭人在東亞海域的無敵形象:151，令荷蘭人擔憂敵對勢力會效法鄭成功的行為，加重公司軍事支出的負擔:44。
為了報復鄭成功，荷蘭人開始在海上劫掠鄭氏船隻:151，甚至摧毀了鄭軍在沙埕的港口，切斷鄭氏從浙江獲得絲的管道:380。後來更與清軍聯手攻打，將鄭軍逼離中國大陸沿海，並於事後重佔雞籠。然而在清朝厲行海禁下，東印度公司在基隆的營運幾乎無利可圖，花費卻很龐大:308-309，最後於1668年撤出。
至於大員長官揆一帶領一千多名荷蘭人與眷屬陸續返回巴達維亞。揆一與全體台灣評議會議員等四人（除了仍被鄭氏俘虜的副長官與已陣亡的熱蘭遮城隊長），隨即皆被逮捕、撤職、起訴、追究戰敗責任，9月底判處死刑、全部財產沒收，總督亦已批准行刑，但東印度評議會始終不敢執行，拖到1666年將揆一流放至班達群島。揆一親友到處奔走尋找有力人士營救，直到1674年奧蘭治親王威廉三世要求總公司十七人董事會釋放揆一，1675年才恢復自由啟程返回荷蘭:208-211。在被赦免之後到揆一抵達荷蘭本土之前，巧妙迴避赦免條件，1675年出版署名的（漢譯：被遺誤的台灣）一書震驚荷蘭各界。19世紀荷蘭學者斷定為（揆一與同僚），本書為揆一為自己辯護，此說為學界普遍接受:239-240:172-173。

### 原住民
台灣原住民中，南鄒的四社群（今拉阿魯哇族）遷移流竄逃避明鄭迫害。而未及逃離台灣的荷蘭人與眷屬，循曾文溪谷向上游逃竄，進入鄒族特富野群的 （樂野村）部落，成為 、 亞氏族，一部份加入達邦群成為  亞氏族。:127
1898年德國探險家史德培博士前來台灣攀登玉山，抵達林圯埔時記述，阿里山族（鄒族，原德文記為）頭目看起來不像純馬來人種，像是有荷蘭人的血統。（pp. 148-149,附錄175）
擊殺鄭成功愛將楊祖與數千屯墾部隊的大肚王國阿德克故浪，後來遭鄭氏派黃安、陳瑞二將領征討，最後以伏擊戰術斬殺阿德克故浪與眾多族人。

### 西班牙
1662年2月，鄭成功成功在臺灣建立立足點後，便開始計劃征服位於臺灣南方、其時由西班牙帝國殖民統治的呂宋島，4月鄭氏通書予菲律賓總督沙比尼阿諾·曼利奎·迪·拉拿，要求獻出「我所固有」的呂宋，並暗中聯絡當地漢人以為內應，西班牙人大驚，為避免華僑私通明鄭導致步荷屬福爾摩沙後塵，而於6月在呂宋集體屠殺數以萬計華僑。鄭成功聞訊勃然大怒，準備立即揮師討伐西班牙人，然而數日後急病猝逝，明鄭內部亦為爭位而旋即爆發權鬥，南征宏圖遂成黃粱一夢。

## 評價

### 開啟漢文化
鄭成功對臺灣的征服建立了歷史上首個華人政權，隨明鄭政權渡臺的將士以及眷屬，加上收留不願服從滿清的東南沿海百姓，估計引進約數萬漢族移民:185。隨後繼位的鄭經在陳永華規劃之下，引進明制的宮室、廟宇和各種典章制度，令華人民族及文化逐漸取代南島民族的原住民文化成為臺灣主流，跟東南亞、太平洋等南島文化圈開始分道揚鑣:4；因此有學者形容此役「決定台灣爾後四百年命運」。

### 南明人士的質疑
不過當時的明朝遺民卻批評鄭成功攻台一事，擔心鄭成功不再致力反清復明，反而據地做台灣王:282。雖然鄭成功宣稱攻台是為了安置文武百官的家眷，但張煌言認為從未聽說將輜重與眷屬安置外國，又能經營中原的先例:280，直言此舉「暴師半載，使壯士塗肝腦於火輪、宿將碎肢體於沙磧，生既非智，死亦非忠:286」。隨後永曆帝於雲南告急，鄭成功也正與荷蘭人對峙，未能出兵相救，種種作為皆不被張煌言諒解:281。鄭成功的老師錢謙益也認為鄭成功既以臺灣為根據地，恢復中原則更無希望。

## 相關
电影
- 《英雄鄭成功》

小說
- 《福爾摩沙三族記》，陳耀昌著，台灣，遠流出版，2012年1月。
- 《逐鹿之海：一六六一台灣之戰》，朱和之著，台灣，INK印刻出版，2017年10月。
- 《天涯海角熱蘭遮：一個荷裔福爾摩沙人的追憶》，林克明著，台灣，INK印刻出版，2016年4月。

漫畫
- 《1661國姓來襲》，李隆杰著，台灣，蓋亞文化，2017年5月。

## 註解
1. 1 2  鄭軍抵達鹿耳門的確實時間，學界共識根據荷方文獻是1661年4月30日巴達維亞時間6點30分（換算台灣時間清晨7點30分）、鄭方文獻永曆十五年四月初一。然而過去曾爭論百年，日本學者依日本曆法換算此二者相差一天，依清曆與日本曆書推算為四月初二，戰後長達50年官方認定為4月29日。石萬壽認為爭論的源頭可能來自鄭氏自為頒曆，因明室受清軍圍攻逃亡，並非明室所頒佈的大統曆，而荷蘭文獻中記載鄭方文書的日期換算，可能是荷蘭人擅自使用日本曆轉換，因依荷蘭文獻的陰陽日期換算推算當年陰曆三月有29天，而當年日本曆書的三月是29天，鄭方文獻的當年三月為30天。另所著《被遺誤的台灣》記載4月31日顯有錯誤，同書隨後提及鄭軍在4月30日最初來到。[13]
2. ↑  《台灣外記·卷十》〈順治十四年丁酉（附永曆十一年）·五月〉記載「台灣通事何斌者，因侵用揆一王銀二十餘萬，恐王清算」，《卷十一》〈順治十八年辛丑（附永曆十五年）·正月〉記載「台灣通事何斌侵用揆一王庫銀至數十萬，懼王清算」[5]，廖漢臣認為這是指何斌私下在台灣收稅，交寄到厦門鄭氏的十八萬兩稅款。[6]:60,62,64
3. ↑  在此，「隊長」荷文寫做或，江樹生漢譯《梅氏日記》翻為隊長；林野文漢譯《被遺誤的台灣》採用陸軍官階翻為上尉；另有主張為海軍官階上校。據《熱蘭遮城日誌》附註，貝德爾於十多年前的1645年即晉升上尉，1656年就任熱蘭遮城隊長，[14]:45而鄭軍來攻的此時為駐台最高階武官，為台灣評議會的五人成員之一，如譯為上尉似不合常理。本條目暫採《梅氏日記》所用的隊長。

### 引用
1. 1 2 3 4 5 6 7 8 9 10 11 12 13 14 15 16 17 18 19 20 21 22 23 24  C.E.S. . 甘為霖 英譯；林野文 漢譯. 前衛出版社. 2011年. ISBN 978-957-801-677-4.
2. 1 2  张先清《17世纪欧洲天主教文献中的郑成功家族故事》，《学术月刊》2008年3期，第131-142页：「利勝在書中特別提到鄭軍將士親口告訴他，大約9000鄭軍和632名荷蘭人死於整個戰役中。 (29)這點似不見於其他中西文獻史料，應當引起重視。」然鄭軍25000人，若9000人陣亡，其傷亡比超過36%，做為攻城勝方，似無道理，故此說雖可重視，但真實性有待商榷。
3. ↑  翁佳音,黃驗. . 遠流. 2017年. ISBN 978-957-32-8033-0.
4. ↑  國立臺灣歷史博物館. . 斯土斯民展品列表 - 斯土斯民-臺灣的故事. 國立臺灣歷史博物館.   [2020-07-27]. （原始内容存档于2019-06-24）.
5. 1 2 3  清‧江日昇.  . 维基文库.
6. 1 2  廖漢臣. 全文逐字稿.  (PDF). 台南文化 (台南市文獻委員會). 1961-09-30, 7 (2): 51–64  [2022-10-25]. （原始内容存档 (PDF)于2023-03-14） –官網原始掃描檔.
7. 1 2 3 4 5 6 7 8 9 10 11 12 13 14 15 16 17  陳錦昌. . 台北: 向日葵文化. 2004年. ISBN 9789572967027.
8. 1 2 3 4 5 6 7 8 9 10 11 12 13 14 15 16 17 18 19 20 21    - 歐陽泰（Tonio Andrade）. . 由陳信宏翻译. 台北: 時報文化. 2012. ISBN 9789571356822.
9. ↑  清‧楊英.  . 维基文库.：「時眾俱不敢違，然頗有難色。惟宣毅後鎮吳豪經到此處，獨言『風水不可，水土多病』，藩心含之，為其有阻貳師也。獨戎政楊朝棟倡言可行，藩嘉與之，故於事平日任以府尹事，誅吳豪。」
10. 1 2 3 4 5 6 7  清‧阮旻錫《海上見聞錄》。 . 维基文库.。台灣省文獻會版本
11. 1 2 3 4  楊彥杰，2000年11月8日，《荷據時代臺灣史》。台北：聯經出版。ISBN 978-957-08-2148-2
12. 1 2 3 4 5 6 7 8 9  清‧楊英. . 臺灣省文獻委員會. ISBN 9789570058147.
13. 1 2  石萬壽. . 台灣文獻. 2003-09, 54 (3): 209–248  [2023-02-20]. （原始内容存档于2023-02-20）.
14. ↑  J.L. Blussé; 曹永和 (编).  [熱蘭遮城日記（第二冊，DZII）]. Grote Serie 229.  [海牙國家歷史委員會]. 1995: 45  [2022-10-27]. ISBN 90-5216-067-8. （原始内容存档于2014-12-19） –Huygens Instituut （荷兰语）. ...
15. 1 2 3 4 5 6 7  Philip Daniël Meij.   [梅氏日記：荷蘭土地測量師看鄭成功]. 漢聲雜誌. No. 132. 由江樹生翻译 (台北市). 2003-03 [VOC 1238, fol.848-914 原誌 1662-04-17 於巴達維亞簽署]. ISSN 1023-0386.
16. ↑  C.E.S.，《被遺誤的台灣》，卷下。
17. 1 2 3  . 劉寧顏主編. 臺灣省文獻委員會. 1990年. OCLC 814205434.
18. 1 2  林偉盛. . 台灣文獻 (國史館台灣文獻館). 2004-12, 55 (4): 1–32  [2023-06-09]. （原始内容存档于2023-06-09）.
19. 1 2 3 4 5 6 7  江樹生. . 台北: 漢聲. 1992.
20. ↑  阿布列特‧赫波特（德语：Albrecht Herport）.  [《爪哇、福爾摩沙、前印度及錫蘭旅行記》]. Nijhoff. 1669年. OCLC 299772230.（德文）
21. ↑  Spence, Jonathan D.  illustrated, reprint. W. W. Norton & Company. 1991: 55  [2014-12-10]. ISBN 0393307808. （原始内容存档于2022-05-05）.
22. ↑  Andrade (2011a)，第5頁.
23. ↑  Wright, Arnold (编).  illustrated. Lloyd's Greater Britain Pub. Co. 1909: 67  [2014-12-10]. （原始内容存档于2022-06-10）.
24. ↑  Newman, Bernard. . H. Jenkins. 1961: 169  [2014-12-10]. （原始内容存档于2022-06-10）.
25. ↑  Moffett, Samuel H. . Bishop Henry McNeal Turner Studies in North American Black Religion Series 2. Orbis Books. 1998: 222  [2014-12-10]. ISBN 1570754500. （原始内容存档于2022-06-12）.
26. ↑  Covell (1998)，第96頁.
27. ↑  Lach & Van Kley (1998)，第1823頁.
28. ↑  Manthorpe (2009)，第72頁.
29. ↑  Andrade (2011a)，第413頁.
30. 1 2 3  Weichung Cheng.  (学位论文). Leiden University. 2012  [2016-04-24]. （原始内容存档于2016-06-25）.（英文）
31. 1 2  . 周婉窈. 臺灣與海洋亞洲. 2009-01-29  [2016-04-24]. （原始内容存档于2016-10-11）.
32. ↑  陳錦昌.  (学位论文). 中央大學. 2011  [2016-04-24]. （原始内容存档于2019-06-14）.
33. ↑  清‧江日昇.  . 维基文库.
34. 1 2  鄭維中. . 台北: 如果. 2006. ISBN 9789868241626.
35. 1 2  Xing Hang. . Cambridge University. 2016. ISBN 9781107121843 （英语）.
36. ↑  汪明輝.  (PDF). 行政院原住民族委員會委託 鄒族文化藝術基金會執行.   [2022-10-06]. （原始内容存档 (PDF)于2021-11-18）.
37. ↑  史德培. 由楊宗惠翻译.  [福爾摩沙島內地旅行暨新高山（馬禮遜山）首次攀登（1898年聖誕節）記行] (PDF). 師大地理研究報告. 1996-05, (25): 141–176 [德文原著1898-12-11記錄頁37 1905年出版]  [2022-10-06]. （原始内容存档 (PDF)于2023-03-14）.
38. ↑  翁佳音. . 台灣史研究 (中央研究院台灣史研究所). 2008-06, 15 (2): 1–36  [2022-05-17]. （原始内容存档于2022-05-31）.
39. ↑  湯錦台. . 台北: 如果. 2011. ISBN 9789866702792.
40. ↑  盧建榮，《入侵台灣：烽火家國四百年》。台北：麥田出版。第22頁。1999年12月6日。ISBN 978-957-708-916-8
41. ↑  周婉窈.  (pdf). 《鄭欽仁教授榮退紀念論文集》 (臺北市: 稻鄉出版).   [2016-04-24]. （原始内容存档 (PDF)于2013-10-17）.
42. ↑  張煌言. . 台灣銀行(臺灣文獻叢刊第142種). 1962.

## 外部連結
- Koxinga - the Cheng Family History: The Hambroek affair （页面存档备份，存于）
- Koxinga - the Cheng Family History: The Hambroek affair （页面存档备份，存于）